# Planitiae di Plutone
Segue una lista delle planitiae presenti sulla superficie di Plutone. La nomenclatura di Plutone è regolata dall'Unione Astronomica Internazionale; la lista contiene solo formazioni esogeologiche ufficialmente riconosciute da tale istituzione.
Le planitiae di Plutone portano i nomi di sonde e missioni spaziali pionieristiche.

## Prospetto
| Planitia          | Eponimo | Latitudine | Longitudine | Diametro  |
| ----------------- | --- | ---------- | ----------- | --------- |
| Lunokhod Planitia | Lunochod - Una serie di veicoli per l'esplorazione del suolo lunare inviata dall'Unione Sovietica.                                | 30,75° N   | 109,57° E   | 557 km    |
| Ranger Planitia   | Programma Ranger - Una serie di sonde per l'acquisizione di immagini fotografiche della Luna inviata dagli Stati Uniti d'America. | 20,89° N   | 127,91° E   | 370,59 km |
| Rosetta Planitia  | Rosetta - La prima sonda ad entrare in orbita e a far atterrare un lander su una cometa.                                          | 22,31° S   | 157,22° E   | 480 km    |
| Sputnik Planitia  | Sputnik 1 - Il primo satellite artificiale, messo in orbita dall'Unione Sovietica il 4 ottobre 1957.                              | 19,51° N   | 178,69° E   | 1498 km   |